# Lista de campeões do futebol da Suíça
A seguinte Lista de campeões do futebol suíço, lista todos os campeões da principal competição de clubes de futebol na Suíça. Inclui todos os campeões da atual Swiss Super League, bem como os das ligas anteriores jogadas no país.
Chave
| 0†0 | Campeão do campeonato também se sagrou campeão da Copa da Suíça. Eles completaram a Dobradinha. |

## Série A (1897–1931)
| Temporada | Campeões (Títulos)                   | Vice-campeões                        | Terceiros Lugares                    |
| --------- | ------------------------------------ | ------------------------------------ | ------------------------------------ |
| 1897–98   | Grasshopper (1)                      | —                                    | —                                    |
| 1898–99   | Anglo-American Club (1)              | —                                    | —                                    |
| 1899–1900 | Grasshopper (2)                      | Bern                                 | —                                    |
| 1900–01   | Grasshopper (3)                      | Bern                                 | —                                    |
| 1901–02   | Zürich (1)                           | Young Boys                           | Bern                                 |
| 1902–03   | Young Boys (1)                       | Zürich                               | Neuchâtel                            |
| 1903–04   | St. Gallen (1)                       | Old Boys                             | Servette                             |
| 1904–05   | Grasshopper (4)                      | La Chaux-de-Fonds                    | Young Boys                           |
| 1905–06   | Winterthur (1)                       | Servette                             | Young Boys                           |
| 1906–07   | Servette (1)                         | Young Fellows                        | Basel                                |
| 1907–08   | Winterthur (2)                       | Young Boys                           | —                                    |
| 1908–09   | Young Boys (2)                       | Winterthur                           | —                                    |
| 1909–10   | Young Boys (3)                       | Servette                             | Aarau                                |
| 1910–11   | Young Boys (4)                       | Zürich                               | Servette                             |
| 1911–12   | Aarau (1)                            | Étoile La Chaux-de-Fonds             | Servette                             |
| 1912–13   | Montriond Lausanne (1)               | Old Boys                             | Aarau                                |
| 1913–14   | Aarau (2)                            | Young Boys                           | Cantonal                             |
| 1914–15   | Brühl (1)                            | Servette                             | —                                    |
| 1915–16   | Cantonal (1)                         | Winterthur                           | Old Boys                             |
| 1916–17   | Winterthur (3)                       | La Chaux-de-Fonds                    | Young Boys                           |
| 1917–18   | Servette (2)                         | Young Boys                           | St. Gallen                           |
| 1918–19   | Étoile La Chaux-de-Fonds (1)         | Servette                             | Winterthur                           |
| 1919–20   | Young Boys (5)                       | Servette                             | Grasshopper                          |
| 1920–21   | Grasshopper (5)                      | Young Boys                           | Servette                             |
| 1921–22   | Servette (3)                         | Luzern                               | Blue Stars                           |
| 1922–23   | Título do Campeonato não reconhecido | Título do Campeonato não reconhecido | Título do Campeonato não reconhecido |
| 1923–24   | Zürich (2)                           | Nordstern                            | Servette                             |
| 1924–25   | Servette (4)                         | Bern                                 | Young Fellows                        |
| 1925–26   | Servette (5)                         | Grasshopper                          | Young Boys                           |
| 1926–27   | Grasshopper (6) †                    | Nordstern                            | Biel-Bienne                          |
| 1927–28   | Grasshopper (7)                      | Nordstern                            | Étoile Carouge                       |
| 1928–29   | Young Boys (6)                       | Grasshopper                          | Urania Genève Sport                  |
| 1929–30   | Servette (6)                         | Grasshopper                          | Biel-Bienne                          |
| 1930–31   | Grasshopper (8)                      | Urania Genève Sport                  | La Chaux-de-Fonds                    |

## Liga Nacional League (1931–1944)
| Temporada | Campeões (titles)    | Vice-campeões | Terceiros Lugares | Artilheiros                         | Artilheiros | Artilheiros |
| Temporada | Campeões (titles)    | Vice-campeões | Terceiros Lugares | Jogador (Club)                      | Nac.        | Gols        |
| --------- | -------------------- | ------------- | ----------------- | ----------------------------------- | ----------- | ----------- |
| 1931–32   | Lausanne-Sport (2)   | Zürich        | Grasshopper       |                                     |             |             |
| 1932–33   | Servette (7)         | Grasshopper   | Young Boys        |                                     |             |             |
| 1933–34   | Servette (8)         | Grasshopper   | Lugano            | Leopold Kielholz (Servette)         | SUI         | 40          |
| 1934–35   | Lausanne-Sport (3) † | Servette      | Lugano            | Engelbert Bösch (Bern)              | SUI         | 27          |
| 1935–36   | Lausanne-Sport (4)   |               | Grasshopper       | Willy Jäggi (Lausanne-Sport)        | SUI         | 27          |
| 1936–37   | Grasshopper (9) †    | Young Boys    | Young Fellows     | Alessandro Frigerio (Young Fellows) | SUI         | 23          |
| 1937–38   | Lugano (1)           | Grasshopper   | Young Boys        | Numa Monnard (Basel)                | SUI         | 20          |
| 1938–39   | Grasshopper (10)     | Grenchen      | Lugano            | Josef Artimovics (Grenchen)         | AUT         | 15          |
| 1939–40   | Servette (9)         | Grenchen      | Grasshopper       | Georges Aeby (Servette)             | SUI         | 22          |
| 1940–41   | Lugano (2)           | Young Boys    | Servette          | Alessandro Frigerio (Lugano)        | SUI         | 26          |
| 1941–42   | Grasshopper (11) †   | Grenchen      | Servette          | Alessandro Frigerio (Lugano)        | SUI         | 23          |
| 1942–43   | Grasshopper (12) †   | Lugano        | Lausanne-Sport    | Lauro Amadò (Grasshopper)           | SUI         | 31          |
| 1943–44   | Lausanne-Sport (5) † | Servette      | Lugano            | Erich Andres (Young Fellows)        | SUI         | 23          |

## Liga Nacional A (1944–2003)
| Temporada | Campeões (titles)       | Vice-campeões     | Terceiros Lugares | Top scorer(s)                           | Top scorer(s)      | Top scorer(s) |
| Temporada | Campeões (titles)       | Vice-campeões     | Terceiros Lugares | Jogador (Club)                          | Nac.               | Gols          |
| --------- | ----------------------- | ----------------- | ----------------- | --------------------------------------- | ------------------ | ------------- |
| 1944–45   | Grasshopper (13)        | Lugano            | Young Boys        | Hans-Peter Friedländer (Grasshopper)    | SUI                | 26            |
| 1945–46   | Servette (10)           | Lugano            | Lausanne-Sport    | Hans-Peter Friedländer (Grasshopper)    | SUI                | 25            |
| [1946–47  | Biel-Bienne (1)         | Lausanne-Sport    | Lugano            | Lauro Amadò (Grasshopper) ♦             | SUI                | 19            |
| [1946–47  | Biel-Bienne (1)         | Lausanne-Sport    | Lugano            | Hans Blaser (Young Boys) ♦              | SUI                | 19            |
| 1947–48   | Bellinzona (1)          | Biel-Bienne       | Lausanne-Sport    | Josef Righetti (Grenchen)               | SUI                | 26            |
| 1948–49   | Lugano (3)              | Basel             | La Chaux-de-Fonds | Jacques Fatton (Servette)               | SUI                | 21            |
| 1949–50   | Servette (11)           | Basel             | Lausanne-Sport    | Jacques Fatton (Servette)               | SUI                | 32            |
| 1950–51   | Lausanne-Sport (6)      | Chiasso           | La Chaux-de-Fonds | Hans-Peter Friedländer (Lausanne-Sport) | SUI                | 23            |
| 1951–52   | Grasshopper (14) †      | Zürich            | Chiasso           | Josef Hügi (Basel)                      | SUI                | 24            |
| 1952–53   | Basel (1)               | Young Boys        | Grasshopper       | Josef Hügi (Basel) ♦                    | SUI                | 32            |
| 1952–53   | Basel (1)               | Young Boys        | Grasshopper       | Eugen Meier (Young Boys) ♦              | SUI                | 32            |
| 1953–54   | La Chaux-de-Fonds (1) † | Grasshopper       | Lausanne-Sport    | Josef Hügi (Basel)                      | SUI                | 29            |
| 1954–55   | La Chaux-de-Fonds (2) † | Lausanne-Sport    | Grasshopper       | Marcel Mauron (La Chaux-de-Fonds)       | SUI                | 30            |
| 1955–56   | Grasshopper (15) †      | La Chaux-de-Fonds | Young Boys        | Branislav Vukosavljević (Grasshopper)   | YUG                | 33            |
| 1956–57   | Young Boys (7)          | Grasshopper       | La Chaux-de-Fonds | Adrien Kauer (La Chaux-de-Fonds)        | SUI                | 29            |
| 1957–58   | Young Boys (8) †        | Grasshopper       | Chiasso           | Ernst Wechselberger (Young Boys)        | GER                | 22            |
| 1958–59   | Young Boys (9)          | Grenchen          | Zürich            | Eugen Meier (Young Boys)                | SUI                | 24            |
| 1959–60   | Young Boys (10)         | Biel-Bienne       | La Chaux-de-Fonds | Willy Schneider (Young Boys)            | SUI                | 25            |
| 1960–61   | Servette (12)           | Young Boys        | Zürich            | Giuliano Robbiani (Grasshopper)         | SUI                | 27            |
| 1961–62   | Servette (13)           | Lausanne-Sport    | La Chaux-de-Fonds | Jacques Fatton (Servette)               | SUI                | 25            |
| 1962–63   | Zürich (3)              | Lausanne-Sport    | La Chaux-de-Fonds | Peter von Burg (Zürich)                 | SUI                | 24            |
| 1963–64   | La Chaux-de-Fonds (3)   | Zürich            | Grenchen          | Michel Desbiolles (Servette)            | SUI                | 23            |
| 1964–65   | Lausanne-Sport (7)      | Young Boys        | Servette          | Rolf Blättler (Grasshopper) §           | SUI                | 19            |
| 1964–65   | Lausanne-Sport (7)      | Young Boys        | Servette          | Pierre Kerkhoffs (Lausanne-Sport) §     | NED                | 19            |
| 1965–66   | Zürich (4) †            | Servette          | Lausanne-Sport    | Rolf Blättler (Grasshopper)             | SUI                | 28            |
| 1966–67   | Basel (2) †             | Zürich            | Lugano            | Rolf Blättler (Grasshopper)             | SUI                | 24            |
| 1967–68   | Zürich (5)              | Grasshopper       | Lugano            | Fritz Künzli (Zürich)                   | SUI                | 28            |
| [1968–69  | Basel (3)               | Lausanne-Sport    | Zürich            | Hans-Otto Peters (Biel-Bienne)          | GER                | 24            |
| 1969–70   | Basel (4)               | Lausanne-Sport    | Zürich            | Fritz Künzli (Zürich)                   | SUI                | 19            |
| 1970–71   | Grasshopper (16)        | Basel             | Lugano            | Walter Müller (Young Boys)              | SUI                | 19            |
| 1971–72   | Basel (5)               | Zürich            | Grasshopper       | Herbert Dimmeler (Winterthur) §         | SUI                | 17            |
| 1971–72   | Basel (5)               | Zürich            | Grasshopper       | Bernd Dörfel (Servette) §               | GER                | 17            |
| 1972–73   | Basel (6)               | Grasshopper       | Sion              | Ottmar Hitzfeld (Basel) §               | GER                | 18            |
| 1972–73   | Basel (6)               | Grasshopper       | Sion              | Ove Grahn (Lausanne-Sport) §            | SWE                | 18            |
| 1973–74   | Zürich (6)              | Grasshopper       | Servette          | Daniel Jeandupeux (Zürich)              | SUI                | 22            |
| 1974–75   | Zürich (7)              | Young Boys        | Grasshopper       | Ilija Katić (Zürich)                    | YUG                | 23            |
| 1975–76   | Zürich (8) †            | Servette          | Basel             | Peter Risi (Zürich)                     | SUI                | 33            |
| 1976–77   | Basel (7)               | Servette          | Zürich            | Franco Cucinotta (Zürich)               | ITA                | 28            |
| 1977–78   | Grasshopper (17)        | Servette          | Basel             | Fritz Künzli (Lausanne-Sport)           | SUI                | 21            |
| 1978–79   | Servette (14) †         | Zürich            | Grasshopper       | Peter Risi (Zürich)                     | SUI                | 16            |
| 1979–80   | Basel (8)               | Grasshopper       | Servette          | Claudio Sulser (Grasshopper)            | SUI                | 25            |
| 1980–81   | Zürich (9)              | Grasshopper       | Neuchâtel Xamax   | Peter Risi (Luzern)                     | SUI                | 18            |
| 1981–82   | Grasshopper (18)        | Servette          | Zürich            | Claudio Sulser (Grasshopper)            | SUI                | 23            |
| 1982–83   | Grasshopper (19) †      | Servette          | St. Gallen        | Jean-Paul Brigger (Servette)            | SUI                | 23            |
| 1983–84   | Grasshopper (20)        | Servette          | Sion              | Georges Bregy (Sion)                    | SUI                | 21            |
| 1984–85   | Servette (15)           | Aarau             | Neuchâtel Xamax   | Dominique Cina (Sion)                   | SUI                | 24            |
| 1985–86   | Young Boys (11)         | Neuchâtel Xamax   | Luzern            | Steen Thychosen (Lausanne-Sport)        | DEN                | 21            |
| 1986–87   | Neuchâtel Xamax (1)     | Grasshopper       | Sion              | John Eriksen (Servette)                 | DEN                | 28            |
| 1987–88   | Neuchâtel Xamax (2)     | Servette          | Aarau             | John Eriksen (Servette)                 | DEN                | 36            |
| 1988–89   | Luzern (1)              | Grasshopper       | Sion              | Karl-Heinz Rummenigge (Servette)        | GER                | 24            |
| 1989–90   | Grasshopper (21) †      | Lausanne-Sport    | Neuchâtel Xamax   | Iván Zamorano (St. Gallen)              | CHI                | 23            |
| 1990–91   | Grasshopper (22)        | Sion              | Neuchâtel Xamax   | Dario Zuffi (Young Boys)                | SUI                | 17            |
| 1991–92   | Sion (1)                | Neuchâtel Xamax   | Grasshopper       | Miklos Molnar (Servette)                | DEN                | 18            |
| 1992–93   | Aarau (3)               | Young Boys        | Servette          | Sonny Anderson (Servette)               | BRA                | 20            |
| 1993–94   | Servette (16)           | Grasshopper       | Sion              | Élber (Grasshopper)                     | BRA                | 21            |
| 1994–95   | Grasshopper (23)        | Lugano            | Neuchâtel Xamax   | Petar Aleksandrov (Neuchâtel Xamax)     | BUL                | 24            |
| 1995–96   | Grasshopper (24)        | Sion              | Neuchâtel Xamax   | Petar Aleksandrov (Luzern) §            | BUL                | 19            |
| 1995–96   | Grasshopper (24)        | Sion              | Neuchâtel Xamax   | Viorel Moldovan (Neuchâtel Xamax) §     | ROM                | 19            |
| 1996–97   | Sion (2) †              | Neuchâtel Xamax   | Grasshopper       | Viorel Moldovan (Grasshopper)           | ROM                | 27            |
| 1997–98   | Grasshopper (25)        | Servette          | Lausanne-Sport    | Shabani Nonda (Zürich)                  | República do Congo | 24            |
| 1998–99   | Servette (17)           | Grasshopper       | Lausanne-Sport    | Alexandre Rey (Servette)                | SUI                | 19            |
| 1999–2000 | St. Gallen (2)          | Lausanne-Sport    | Basel             | Charles Amoah (St. Gallen)              | GHA                | 25            |
| 2000–01   | Grasshopper (26)        | Lugano            | St. Gallen        | Stéphane Chapuisat (Grasshopper) §      | SUI                | 21            |
| 2000–01   | Grasshopper (26)        | Lugano            | St. Gallen        | Christian Giménez (Lugano) §            | ARG                | 21            |
| 2001–02   | Basel (9) †             | Grasshopper       | Lugano            | Christian Giménez (Basel) §             | ARG                | 28            |
| 2001–02   | Basel (9) †             | Grasshopper       | Lugano            | Richard Núñez (Grasshopper) §           | URU                | 28            |
| 2002–03   | Grasshopper (27)        | Basel             | Neuchâtel Xamax   | Richard Núñez (Grasshopper)             | URU                | 27            |

## Super League (2003–presente)
| Temporada | Campeões (titles) | Vice-campeões | Terceiros Lugares | Top scorer(s)                   | Top scorer(s) | Top scorer(s) |
| Temporada | Campeões (titles) | Vice-campeões | Terceiros Lugares | Jogador (Club)                  | Nac.          | Gols          |
| --------- | ----------------- | ------------- | ----------------- | ------------------------------- | ------------- | ------------- |
| 2003–04   | Basel (10)        | Young Boys    | Servette          | Stéphane Chapuisat (Young Boys) | SUI           | 23            |
| 2004–05   | Basel (11)        | Thun          | Grasshopper       | Christian Giménez (Basel)       | ARG           | 27            |
| 2005–06   | Zürich (10)       | Basel         | Young Boys        | Alhassane Keita (Zürich)        | GUI           | 20            |
| 2006–07   | Zürich (11)       | Basel         | Sion              | Mladen Petrić (Basel)           | CRO           | 19            |
| 2007–08   | Basel (12) †      | Young Boys    | Zürich            | Hakan Yakin (Young Boys)        | SUI           | 24            |
| 2008–09   | Zürich (12)       | Young Boys    | Basel             | Seydou Doumbia (Young Boys)     | CIV           | 20            |
| 2009–10   | Basel (13) †      | Young Boys    | Grasshopper       | Seydou Doumbia (Young Boys)     | CIV           | 30            |
| 2010–11   | Basel (14)        | Zürich        | Young Boys        | Alexander Frei (Basel)          | SUI           | 27            |
| 2011–12   | Basel (15) †      | Luzern        | Young Boys        | Alexander Frei (Basel)          | SUI           | 24            |
| 2012–13   | Basel (16)        | Grasshopper   | St. Gallen        | Ezequiel Scarione (St. Gallen)  | ARG           | 21            |
| 2013–14   | Basel (17)        | Grasshopper   | Young Boys        | Shkëlzen Gashi (Grasshopper)    | ALB           | 19            |
| 2014–15   | Basel (18)        | Young Boys    | Zürich            | Shkëlzen Gashi (Basel)          | ALB           | 22            |
| 2015–16   | Basel (19)        | Young Boys    | Sion              | Munas Dabbur (Grasshopper)      | ISR           | 19            |
| 2016–17   | Basel (20)        | Young Boys    | Lugano            | Seydou Doumbia (Young Boys)     | CIV           | 20            |
| 2017–18   | Young Boys (12)   | Basel         | FC Luzern         | Albian Ajeti (Basel)            | SUI           | 21            |
| 2018–19   | Young Boys (13)   | Basel         | Lugano            | Guillaume Hoarau (Young Boys)   | FRA           | 24            |
| 2019–20   | Young Boys (14)   | St. Gallen    | Basel             | Jean-Pierre Nsamé (Young Boys)  | Camarões      | 32            |
| 2020–21   | Young Boys (15)   | Basel         | Servette          | Jean-Pierre Nsame (Young Boys)  | CMR           | 19            |
| 2021–22   | Zürich (13)       | Basel         | Young Boys        | Jordan Pefok (Young Boys)       | USA           | 22            |
| 2022–23   | Young Boys (16) † | Servette      | Lugano            | Jean-Pierre Nsame (Young Boys)  | CMR           | 21            |

## Palmarés

### Por clube
| Rank | Clubes              | Títulos | Campeonatos (Anos) |
| ---- | ------------------- | ------- | --- |
| 1    | Grasshopper         | 27      | 1898, 1900, 1901, 1905, 1921, 1927, 1928, 1931, 1937, 1939, 1942, 1943, 1945, 1952, 1956, 1971, 1978, 1982, 1983, 1984, 1990, 1991, 1995, 1996, 1998, 2001, 2003 |
| 2    | Basel               | 20      | 1953, 1967, 1969, 1970, 1972, 1973, 1977, 1980, 2002, 2004, 2005, 2008, 2010, 2011, 2012, 2013, 2014, 2015, 2016, 2017                                           |
| 3    | Servette            | 17      | 1907, 1918, 1922, 1925, 1926, 1930, 1933, 1934, 1940, 1946, 1950, 1961, 1962, 1979, 1985, 1994, 1999                                                             |
| 4    | Young Boys          | 16      | 1903, 1909, 1910, 1911, 1920, 1929, 1957, 1958, 1959, 1960, 1986, 2018, 2019, 2020, 2021, 2023                                                                   |
| 5    | Zürich              | 13      | 1902, 1924, 1963, 1966, 1968, 1974, 1975, 1976, 1981, 2006, 2007, 2009, 2022                                                                                     |
| 6    | Lausanne-Sport      | 7       | 1913, 1932, 1935, 1936, 1944, 1951, 1965 |
| 7    | Winterthur          | 3       | 1906, 1908, 1917 |
| 7    | Lugano              | 3       | 1938, 1941, 1949 |
| 7    | La Chaux-de-Fonds   | 3       | 1954, 1955, 1964 |
| 7    | Aarau               | 3       | 1912, 1914, 1993 |
| 11   | Neuchâtel Xamax     | 2       | 1987, 1988 |
| 11   | Sion                | 2       | 1992, 1997 |
| 11   | St. Gallen          | 2       | 1904, 2000 |
| 14   | Anglo-American Club | 1       | 1899 |
| 14   | Brühl               | 1       | 1915 |
| 14   | Cantonal            | 1       | 1916 |
| 14   | Etoile-Sporting     | 1       | 1919 |
| 14   | Biel-Bienne         | 1       | 1947 |
| 14   | Bellinzona          | 1       | 1948 |
| 14   | Luzern              | 1       | 1989 |

Títulos por clube (%)

### Por cantão
| Rank | Cantão      | Títulos | Clubes Vencedores                                                             |
| ---- | ----------- | ------- | ----------------------------------------------------------------------------- |
| 1    | Zurique     | 44      | Grasshopper (27), Zürich (13), Winterthur (3), Anglo-American Club (1)        |
| 2    | Basel-Stadt | 20      | Basel (20)                                                                    |
| 3    | Genebra     | 17      | Servette (17)                                                                 |
| 3    | Berna       | 17      | Young Boys (16), Biel-Bienne (1)                                              |
| 5    | Vaud        | 7       | Lausanne-Sport (7)                                                            |
| 5    | Neuchâtel   | 7       | La Chaux-de-Fonds (3), Neuchâtel Xamax (2), Cantonal (1), Etoile-Sporting (1) |
| 7    | Ticino      | 4       | Lugano (3), Bellinzona (1)                                                    |
| 8    | Aargau      | 3       | Aarau (3)                                                                     |
| 8    | St. Gallen  | 3       | St. Gallen (2), Brühl (1)                                                     |
| 10   | Valais      | 2       | Sion (2)                                                                      |
| 11   | Lucerne     | 1       | Luzern (1)                                                                    |